# Wurzelgleichung
Wurzelgleichungen sind in der elementaren Algebra Bestimmungsgleichungen, bei denen die Unbekannte (meist als {\displaystyle x} bezeichnet) mindestens einmal unter einer Wurzel steht. Dabei kann es sich um Quadratwurzeln oder um Wurzeln mit beliebigen Wurzelexponenten handeln.
Viele Wurzelgleichungen lassen sich dadurch auflösen, dass man eine Wurzel isoliert (allein auf eine Seite bringt) und anschließend die beiden Seiten der Gleichung mit dem Wurzelexponenten (im Falle der Quadratwurzel also mit 2) potenziert. Falls nötig, wiederholt man dieses Verfahren, bis alle Wurzeln eliminiert sind. 
Es ist zu beachten, dass das Potenzieren mit einer geraden Zahl keine Äquivalenzumformung ist. Ein solcher Rechenschritt kann nämlich aus einer falschen Aussage wie {\displaystyle 2=-2} eine wahre Aussage, nämlich {\displaystyle 2^{2}=(-2)^{2}}, machen. Daher können beim Potenzieren Scheinlösungen hinzukommen, die keine Lösungen der ursprünglichen Gleichung sind. Die Probe ist folglich für Wurzelgleichungen unverzichtbar.

## Beispiel
Gegeben sei die Gleichung
{\displaystyle {\sqrt {8-2x}}\,=\,1+{\sqrt {5-x}}}
mit den reellen Zahlen {\displaystyle \mathbb {R} } als Grundmenge. Es werden also alle reellen Zahlen gesucht, die diese Gleichung erfüllen.
Zunächst soll der maximale zulässige Definitionsbereich {\displaystyle D} bestimmt werden: Die Radikanden der beiden Wurzeln, also die Terme (Rechenausdrücke) unter diesen Wurzeln, müssen positiv oder gleich 0 sein. Die Bedingung {\displaystyle 8-2x\geq 0} ist äquivalent zu {\displaystyle x\leq 4}. Entsprechend ist {\displaystyle 5-x\geq 0} äquivalent zu {\displaystyle x\leq 5}. Beide Bedingungen müssen zugleich erfüllt sein. Man erhält daher:
{\displaystyle D\,=\,\{x\in \mathbb {R} \mid x\leq 4\}={]{-\infty };4]}}
Zur Auflösung der Gleichung werden nun beide Seiten der Gleichung mit dem Wurzelexponenten (nämlich 2) potenziert (also quadriert).
{\displaystyle \left({\sqrt {8-2x}}\right)^{2}\,=\,\left(1+{\sqrt {5-x}}\right)^{2}}
Auf der rechten Seite steht nun das Quadrat einer Summe. Es muss folglich die binomische Formel {\displaystyle (a+b)^{2}\,=\,a^{2}+2ab+b^{2}} angewendet werden.
{\displaystyle 8-2x\,=\,1^{2}+2\cdot 1\cdot {\sqrt {5-x}}+\left({\sqrt {5-x}}\right)^{2}}
{\displaystyle 8-2x\,=\,1+2{\sqrt {5-x}}+(5-x)}
Bevor man erneut die Gleichung beidseitig quadriert, muss man den Summanden, der die verbleibende Wurzel enthält, isolieren. Dies erfolgt dadurch, dass man von beiden Seiten der Gleichung {\displaystyle 1} und {\displaystyle (5-x)} subtrahiert. 
{\displaystyle 8-2x-1-(5-x)\,=\,2{\sqrt {5-x}}}
{\displaystyle 2-x\,=\,2{\sqrt {5-x}}}
Um die noch vorhandene Wurzel zu beseitigen, quadriert man wieder beide Seiten der Gleichung:
{\displaystyle (2-x)^{2}\,=\,\left(2{\sqrt {5-x}}\right)^{2}}
{\displaystyle 4-4x+x^{2}\,=\,20-4x}
Diese Gleichung vereinfacht sich durch Addition mit {\displaystyle 4x} zu
{\displaystyle 4+x^{2}\,=\,20}
und durch Subtraktion der Zahl 4 zu
{\displaystyle x^{2}\,=\,16}.
Die letzte (quadratische) Gleichung hat zwei Lösungen:
{\displaystyle x_{1}=4;\quad x_{2}=-4}
Nach der oben gemachten Bemerkung ist eine Probe nötig. Für {\displaystyle x=4} ergibt sich durch Einsetzen in die ursprüngliche Gleichung:
Linke Seite: {\displaystyle {\sqrt {8-2\cdot 4}}\,={\sqrt {8-8}}={\sqrt {0}}=0}
Rechte Seite: {\displaystyle 1+{\sqrt {5-4}}=1+{\sqrt {1}}=1+1=2}
Damit entpuppt sich {\displaystyle x=4} als Scheinlösung. Für {\displaystyle x=-4} erhält man dagegen:
Linke Seite: {\displaystyle {\sqrt {8-2\cdot (-4)}}\,={\sqrt {8-(-8)}}={\sqrt {16}}=4}
Rechte Seite: {\displaystyle 1+{\sqrt {5-(-4)}}=1+{\sqrt {9}}=1+3=4}
Diese Lösung erfüllt demnach die ursprüngliche Gleichung. Damit ist die Lösungsmenge {\displaystyle L} der Gleichung gefunden:
{\displaystyle L\,=\,\{-4\}}